# گمینا ویتونگا
گمینا ویتونگا (به لهستانی:  Gmina Witonia) یک گمینا در لهستان است که در شهرستان ونچتسا واقع شده‌است. گمینا ویتونگا ۶۰٫۵۴ کیلومتر مربع مساحت و ۳٬۵۱۰ نفر جمعیت دارد.